# Winter Mumba
Winter Mumba (zm. 27 kwietnia 1993 w okolicy Libreville) – zambijski piłkarz występujący na pozycji obrońcy. Był członkiem reprezentacji, która zginęła w katastrofie lotniczej u wybrzeży Gabonu.